# СНЕГ-3

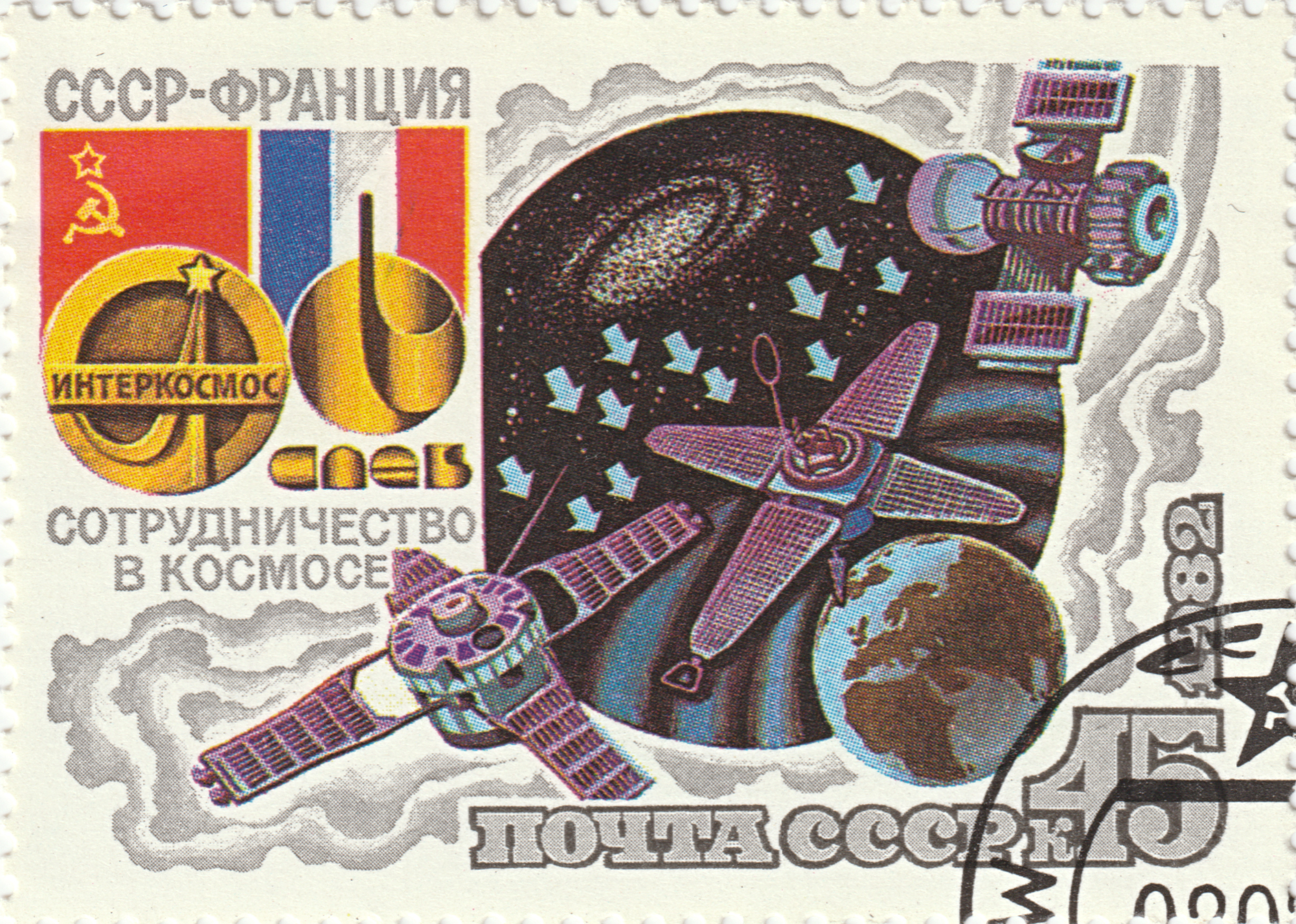
Космические аппараты «СНЕГ-3», «Прогноз» и «Венера» на почтовой марке СССР.

СНЕГ-3 (Спектрометр НЕйтронов и Гамма-излучения) — французский научно-исследовательский спутник, предназначенный для изучения галактических гамма-лучей и солнечной радиации. Спутник «СНЕГ-3» был запущен 17 июня 1977 года советским носителем «Космос-3М» с космодрома Капустин Яр. Французское название этого аппарата — «Signe 3» (аббревиатура от фр. de Solar interplanetary gamma neutron experiment) или «D2B Gamma». Эксперимент на спутнике «СНЕГ-3» был частью международной программы по изучению и локализации космических источников рентгеновского и гамма-излучения.

## История
Соглашение о начале советско-французского сотрудничества в космосе было подписано в 1966 году, после посещения президентом Франции Шарлем де Голлем Байконура. Впоследствии в рамках этого сотрудничества были реализованы десятки различных совместных программ, включающих изучение космического пространства, медико-биологические эксперименты, изучение верхней атмосферы, наблюдение за космическими аппаратами и другие исследования, для реализации которых использовались советские и французские космические аппараты, геофизические ракеты, аэростаты и наземные контрольные станции.
В 1972 году на советской высокоапогейной космической лаборатории «Прогноз-2» был установлен прибор «Снег-1» (фр. Signe 1), созданный тулузским Центром изучения космических излучений (фр. Centre d'Étude Spatiale des Rayonnements, CESR) и предназначенный для исследования гамма-излучения Солнца и поиска нейтронов солнечного происхождения. Этот прибор детектировал также гамма-всплески галактического происхождения. Следующая серия совместных экспериментов в области гамма-астрономии, осуществлённых с помощью усовершенствованных французских приборов, установленных на советских космических аппаратах, получила общее обозначение «Снег-2» и была посвящена как изучению Солнца, так и обнаружению и локализации космических источников рентгеновских и гамма-лучей. Эксперименты «Снег-2МП» («Модифицированный, Прогноз», фр. Signe 2MP) устанавливались на высокоапогейных спутниках Земли «Прогноз-6» и «Прогноз-7», а «Снег-2МЗ» («Модифицированный, Зонд», фр. Signe 2MS) — на межпланетных станциях «Венера-11» и «Венера-12». Вместе они образовывали сеть космического наблюдения, позволяющую методом триангуляции определять направление на одновременно наблюдаемые разными аппаратами источники.
CESR предложил также осуществить собственный проект по изучению космического гамма-излучения на французском низкоорбитальном спутнике Земли, опыт создания и запуска которых уже имелся на тот момент. Эта инициатива была поддержана французским Национальным центром космических исследований (фр. Centre National d'Études Spatiales, CNES) и компании Matra был заказан спутник «D2B Gamma», планировавшийся к запуску французским носителем «Диамант-Б». Однако за время разработки и постройки аппарата программа «Диамант» была закрыта из-за перераспределения бюджета в пользу европейского носителя «Ариан». В результате запуск спутника был осуществлён по программе советско-французского космического сотрудничества на ракете «Космос-3М», а спутник, по порядковому номера эксперимента в научной программе, переименован в «СНЕГ-3» (фр. Signe 3).
Основными задачами экспериментов «Снег-2МП», «Снег-2МЗ» и «Снег-3» были: поиск гамма- и рентгеновских всплесков и их локализация; поиск дискретных гамма- и рентгеновских источников; измерение гамма- и рентгеновского фона.  «СНЕГ-3», запущенный летом 1977 года, стал первым экспериментом этой серии. Следующим осенью того же года был запущен эксперимент «Снег-2МП» на «Прогнозе-6», а ещё через год в космосе одновременно работали «Снег-2МП» на «Прогнозе-7» и «Снег-2МЗ» на станциях «Венера».

## Конструкция
Спутник «D2B Gamma», получивший впоследствии название «СНЕГ-3» (Signe 3), был построен французской компанией Matra по заказу Национального центра космических исследований. Конструкция спутника была аналогична ранее построенному той же компанией спутнику D2B Aura, предназначенному для наблюдений атмосферы и космического пространства в ультрафиолетовом диапазоне и являлась развитием конструкции спутников для астрофизических исследований D2A Tournesol и D2A Polaire.
Спутник имел массу 102 кг, из которых 28 кг было выделено на научную аппаратуру. Его корпус представлял собой цилиндр диаметром 71 см и длиной 80 см. Энергоснабжение аппарата осуществлялось от четырёх раскрывающихся панелей солнечных батарей c буферными cеребряно-кадмиевыми аккумуляторами, диаметр спутника по раскрытым солнечным батареям — 260 см. Мощность, обеспечиваемая солнечными батареями — 50 Ватт. Система ориентации с помощью газореактивных двигателей, работавших на сжатом азоте, обеспечивала постоянное направление продольной оси аппарата на Солнце, аппарат стабилизировался в пространстве с точностью до 50 угловых секунд с помощью вращения вокруг оси со скоростью 15 оборотов в час. Телеметрическая система обеспечивала передачу информации со скоростью 256 бит/с в режиме реального времени и 8192 бит/с при воспроизведении с записывающего устройства. Расчётный срок существования спутника составлял 1 год.
Отдельной проблемой была компенсация повышенных, по сравнению с ракетой «Диамант», для которой изначально планировался спутник, вибрационных и тепловых нагрузок, возникающих на носителе «Космос-3М» после сброса головного обтекателя. Для гашения вибраций в тулузском космическом центре CNES был изготовлен специальный переходник, через который спутник крепился к носителю. Проблема избыточных тепловых нагрузок была решена более поздним сбросом головного обтекателя, на высотах, где меньше плотность атмосферы и, соответственно, тепловой поток.

## Полезная нагрузка
Научная аппаратура спутника «СНЕГ-3» была создана Национальным центром космических исследований, Центром изучения космических излучений и Университетом Поля Сабатье. На борту спутника был установлен гамма-телескоп для поиска источников гамма- и рентгеновского излучения, а также приборы для изучения солнечной радиации в ультрафиолетовом диапазоне и влияния солнечной активности на состояние верхней атмосферы.

### Гамма-астрономия
Спутник «СНЕГ-3» имел постоянную ориентацию на Солнце и стабилизировался вращением вокруг своей оси. Установленный на борту спутника гамма-телескоп с полем зрения 20° и угловым разрешением около 2° был направлен в противоположную от Солнца сторону и установлен под углом 10° к оси вращения спутника. Таким образом за каждый оборот спутника вокруг своей оси «просматривалась» полоса в +/- 20° от плоскости эклиптики. Сцинтилляционные датчики с фотоумножителями регистрировали гамма-излучение в поле зрения телескопа, события в диапазоне энергий от 20 кэВ до 8 МэВ в 14 широких полосах энергетического спектра фиксировались с периодом 16 секунд. Дополнительно регистрировался спектр космического гамма-излучения в диапазоне энергий от 250 кэВ до 2.5 МэВ  в 256 узких полосах по 10 кЭв, результаты этих наблюдений передавались в реальном времени. Также на спутнике были установлены детекторы для регистрации событий с энергией больше 20 кэВ в поле зрения телескопа, имевшие временно́е разрешение 32 мс, и всенаправленные детекторы,  регистрировавшие события с энергией больше 60 кэВ и временны́м разрешением до 8 мс.

### Исследования Солнца
На борту спутника был установлен ультрафиолетовый спектрометр, который предназначался для наблюдения Солнца в окрестности спектральных линий с длиной волны 1850 и 2150 Å. Целью этих наблюдений было изучение хромосферного излучения, связанного с активностью Солнца, на фоне постоянного фотосферного излучения. Этот эксперимент был первым из запланированной серии подобных исследований, которые должны были проводится на протяжении полного цикла солнечной активности.  Для того, чтобы уменьшить ожидаемую деградацию прибора под действием мощного солнечного излучения, в нём были применены оптические элементы из супрасила, специальный тип фотодиодов в детекторе и компоненты повышенной стойкости в электронных схемах.

## Программа полёта
Спутник «СНЕГ-3» был запущен 17 июня 1977 года носителем «Космос-3М» с космодрома Капустин Яр и выведен на орбиту c апогеем 524 км, перигеем 452 км и наклонением 50,6°. Такая орбита была выбрана как компромисс между нахождением аппарата ниже радиационных поясов Земли, энергичные частицы которых при взаимодействии с материалами спутника могут вызывать гамма- и рентгеновское излучения, создающее помехи проведению запланированных исследований, и продолжительностью существования аппарата, определяемого в том числе высотой полёта. Управление спутником осуществлялось из Центра управления полётом космических аппаратов научного и народнохозяйственного назначения (6-й центр ГЦИУ), находившегося на территории Института космических исследований АН СССР и из Космического центра в Тулузе. Научные данные принимались тремя французскими станциями (Тулуза, Куру и Претория) и пятью американскими (Остров Вознесения, Мерритт-Айленд, Сантьяго, Кито и Оррорал Вэлли), в обработке данных приняли участие французский Центр ядерных исследований в Сакле, ИКИ АН СССР, ФИАН им. П. Н. Лебедева и ФТИ им. А. Ф. Иоффе. Спутник вошёл в атмосферу и прекратил своё существование в июне 1979 года.
Эксперимент по гамма-астрономии на спутнике «СНЕГ-3» продолжался в течение полутора лет. До весны 1978 года данные передавались в режиме реального времени и в расширенном объёме сохранялись бортовым регистратором для передачи во время сеансов связи с центрами управления. Весной 1978 года регистратор отказал и после этого была возможна только передача данных ограниченного объёма в реальном времени. За время работы гамма-телескоп спутника обозрел как достаточно протяжённую область центра Галактики, где находится большое количество дискретных гамма- и рентгеновских источников, так и область бедного такими источниками галактического антицентра. Обработка результатов эксперимента на спутнике «СНЕГ-3» позволила получить новые данные о космических источниках гамма- и рентгеновского излучений. Были зарегистрированы источники рентгеновского излучения в области центра Галактики и в районе Крабовидной туманности. Получен большой объём информации о гамма-всплесках различной интенсивности. Одновременная фиксация 10 ноября 1977 года мощного гамма-всплеска на спутниках «СНЕГ-3», «Прогноз-6» и западноевропейской станции «Гелиос» позволила локализовать его источник. Проводилось изучение фонового гамма-излучения, несущего информацию о структуре Галактики и распределении в ней межзвёздного вещества.
Прибор для наблюдения за Солнцем деградировал быстрее, чем ожидалось, поступление данных с него прекратилось после декабря 1977 года. За это время был накоплен большой объём информации о связи активности Солнца и его излучения в ультрафиолетовом диапазоне.  Также была исследована зависимость содержания атомарного кислорода в ионосфере и озона в стратосфере от солнечной активности.

### Комментарии
1. ↑  Супрасил - кварцевое стекло высокой чистоты, применяемое в астрономической оптике[21].